# Oar (álbum)
Oar é o único álbum de estúdio solo do músico de rock americano Skip Spence, lançado em 19 de maio de 1969 pela Columbia Records . Foi gravado durante sete dias em dezembro de 1968 em Nashville e apresenta Spence em todos os instrumentos.

## História
Descrito como "um dos documentos mais angustiantes de dor e confusão já feitos", o álbum foi gravado depois que Spence passou seis meses no Hospital Bellevue. Spence havia sido comprometido com Bellevue após uma tentativa desiludida de atacar os colegas de banda do Moby Grape, Don Stevenson e Jerry Miller, com um machado de incêndio. 
Na época em que Spence saiu do hospital, ele havia escrito várias músicas que queria gravar. O produtor David Rubinson sugeriu que Spence gravasse nos estúdios da Columbia em Nashville, onde havia um engenheiro de gravação particularmente paciente, Mike Figlio. Rubinson instruiu Figlio a manter as fitas funcionando o tempo todo, a gravar tudo o que Spence fazia. A maioria das faixas foi gravada usando um gravador de três faixas . Rubinson escolheu ficar longe do estúdio, preocupado com o fato de as atividades de gravação de Spence serem distraídas pela presença de um produtor. 
Segundo Spence, as sessões de Nashville foram destinadas a ele apenas como uma demo, que ele deu a Rubinson com a intenção de que as músicas fossem desenvolvidas com a produção completa do álbum real. Em vez disso, Rubinson teve as gravações demo lançadas pela Columbia.
Quando lançado pela primeira vez, Oar não foi promovido pela Columbia Records, apesar dos pedidos de Rubinson. Na época, era o álbum mais vendido na história da Columbia Records e foi excluído do catálogo da Columbia um ano depois de seu lançamento.
As reedições subsequentes adicionaram mais dez músicas, em diferentes estágios de conclusão, à dúzia original. O lançamento original terminou com um desvanecimento de "Grey / Afro". A reedição de 1999 da Sony/Sundazed acrescenta "This Time He Got Come" a um "Gray / Afro" desbotado, que reflete como as duas músicas apareceram nas fitas master.
A primeira reedição de CD de Oar foi lançada pela Sony Special Products em 1991 e foi totalmente remixada dos mestres multitrack. Este foi o primeiro lançamento do fadeless "Gray / Afro", juntamente com 4 outtakes das sessões. Esta edição em CD não está mais impressa e é muito procurada pelos fãs. A reedição mais recente do Sundazed usa as fitas master originais de 1968 pela primeira vez e adicionou mais 6 faixas inéditas.
Em 1999, o selo Birdman de Burbank, Califórnia, lançou um álbum de tributo intitulado More Oar: A Tribute To The Skip Spence Album. Apresentava capas das faixas do disco original de Robert Plant, Robyn Hitchcock , Tom Waits, Greg Dulli, Mark Lanegan, Beck, Diesel Park West, Mudhoney e outros.
Foi votado o número 510 na terceira edição do Colin Larkin 's All Time Top 1000 Albums (2000).  Em novembro de 2009, como parte de sua série "Record Club", Beck começou a postar os vídeos de sua versão completa do Oar em seu site (www.beck.com), gravado com membros de Wilco, Feist, Jamie Lidell, James Gadson, Brian LeBarton e outros em junho anterior. 
Em 2013, o álbum foi listado no número 8 da lista do Ballast dos 50 melhores álbuns canadenses de todos os tempos. O álbum também foi incluído no livro 1001 Álbuns que você deve ouvir antes de morrer.

## Lista de faixas
Todas as faixas são compostas por Alexander "Skip" Spence
1. "Little Hands"  – 3:44
2. "Cripple Creek"  – 2:16
3. "Diana"  – 3:32
4. "Margaret/Tiger Rug"  – 2:17
5. "Weighted Down (The Prison Song)"  – 6:27
6. "War in Peace"  – 4:05
7. "Broken Heart"  – 3:29
8. "All Come to Meet Her"  – 2:04
9. "Books of Moses"  – 2:42
10. "Dixie Peach Promenade (Yin for Yang)" – 2:53
11. "Lawrence of Euphoria" – 1:31
12. "Grey/Afro" – 9:38

- Alexander "Skip" Spence - Vocais, guitarra acústica, guitarra elétrica, baixo, bateria

Técnico
- Charlie Bradley, Don Meehan, Mike Figlio - engenheiro
- David Rubinson, Don Meehan - mixagem